# 复旦大学上海医学院
复旦大学上海医学院（英語：Shanghai Medical College of Fudan University），简称上海医学院、上医，是中華人民共和國上海市徐匯區一所医学院校。
上海医学院的前身是国立中央大学医学院，成立于1927年（时称“国立第四中山大学医学院”）；1932年独立为國立上海醫學院，是当时中華民國国内唯一的独立建制的国立医学院；1959年，成为首批全国重点大学（共16所）；1985年改名为上海医科大学。2000年，上海医科大学併入复旦大学。2001年至2012年，原上海医科大学的架构被撤销，各医学院系和附属医院由复旦大学校级机关直接管理。
2012年，新的上海医学院成立。作为复旦大学党政的派出机构，上海医学院经复旦大学授权，对复旦大学各医学院系和附属医院的人才培养、科学研究、学科建设、对外交流、发展规划等行使相对独立的管理权限。2018年，上海医学院得到教育部、国家卫生健康委、上海市政府三方共建，行政级别恢复为正局级。

## 历史沿革

上海医科大学校徽，由S形的蛇、中医银针构成的“阿斯克勒庇俄斯之杖”图案及M、U构成的盾牌图案组成。

- 1927年，国立第四中山大学医学院在上海吴淞创立，是中国国立大学创办的第一所医学院，颜福庆出任首任院长。1928年2月，第四中山大学更名为国立江苏大学，1928年5月，再更名为国立中央大学，医学院又先后更名为江苏大学医学院、中央大学医学院。
- 1932年，国立中央大学医学院独立为国立上海医学院，为当时中国唯一的国立医学院。
- 1936年，枫林新校舍和中山医院同时建成。
- 1937年，抗战爆发，内迁至云南昆明白龙潭；1940年辗转迁至四川重庆歌乐山，由朱恒璧任校长。1946年，抗战胜利，迁回上海。
- 1952年，更名为“上海第一医学院”。
- 1959年，被定为全国16所重点大学之一。
- 1956年，上医部分师生分迁到渝成立重庆医学院，1985年改名为重庆医科大学。
- 1985年，更名为“上海医科大学”。[1]
- 1994年，通过211工程（中国21世纪重点建设100所大学计划）预审，为上海第一所获此资格的高校。
- 2000年，与复旦大学合并，上海医科大学改为复旦大学医学院，负责管理原上海医科大学所属的学院（部）、附属医院、科研机构和直属单位。[2]
- 2001年，撤销原复旦大学医学院，各医学院系所和附属医院改由复旦大学直接管理、互不隶属。同年，撤销基础医学院、中山临床医学院、华山临床医学院、市一临床医学院，合并组建新的医学院，经师生校友争取，新的医学院于2002年被命名为“上海医学院”。
- 2002年，为帮助上海交通大学新建医学院，上海市第一人民医院调整为上海交通大学附属医院。
- 2009年，药学院从枫林校区迁往张江校区。
- 2012年，设立新的复旦大学上海医学院，经学校授权，统一管理各医学院系和附属医院，原上医整体基本恢复。同年，恢复基础医学院建制，筹备组建新的临床医学院，筹建期间各附属医院临床医学学生的教学工作由上海医学院直接管理。
- 2017年，上海医学院迎来创立90周年，历时三年的枫林校区改扩建工程完工，校园建筑面积从原来的18.7万平方米提高到42万平方米[3]。同年，整合各附属医院，基本恢复临床医学院建制，复旦大学常务副校长、上海医学院院长桂永浩兼任首任临床医学院院长。[4]
- 2018年，教育部、国家卫生健康委和上海市政府同意将复旦大学率先纳入综合性大学医学教育管理体制改革试点，将复旦大学上海医学院率先纳入部委市共建一批医学院校序列。三方签署协议，决定共建托管复旦大学上海医学院及6家直属附属医院。[5]

## 历任领导

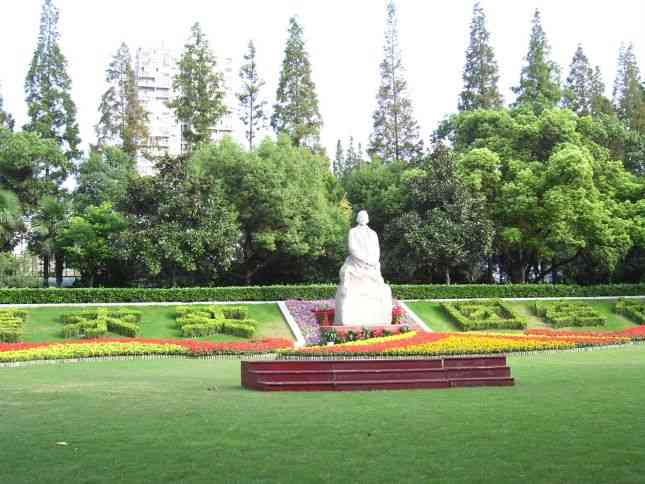
上医创始人颜福庆像

| 职务                                                 | 姓名   | 任期                   |
| ---------------------------------------------------- | ------ | ---------------------- |
| 国立第四中山大学 → 国立江苏大学 → 国立中央大学医学院 |        |                        |
| 院长                                                 | 颜福庆 | 1927年10月－1932年     |
| 国立上海医学院                                       |        |                        |
| 院长                                                 | 颜福庆 | 1932年－1940年12月     |
| 代理校务                                             | 朱恒璧 | 1938年－1940年12月     |
| 院长                                                 | 朱恒璧 | 1941年1月－1949年7月   |
| 上海医学院                                           |        |                        |
| 临时管委会主委                                       | 宫乃泉 | 1949年8月－1951年12月  |
| 上海第一医学院                                       |        |                        |
| 院长                                                 | 宫乃泉 | 1951年12月－1953年12月 |
| 代理院长                                             | 林枫   | 1953年12月－1954年10月 |
| 院长                                                 | 陈同生 | 1955年6月－文革        |
| “革委会”主任                                         |        |                        |
| 院长                                                 | 石美鑫 | 1978年8月－1984年6月   |
| 院长                                                 | 张镜如 | 1984年6月－1985年5月   |
| 上海医科大学                                         |        |                        |
| 校長                                                 | 张镜如 | 1985年5月－1988年9月   |
| 校长                                                 | 汤钊猷 | 1988年9月－1993年11月  |
| 校長                                                 | 姚泰   | 1994年1月－2000年4月   |

| 称谓                                                        | 姓名   | 在任时间             |
| ----------------------------------------------------------- | ------ | -------------------- |
| 复旦大学医学院院长 → 复旦大学上海医学院（今基础医学院）院长 | 王卫平 | 2000年4月－2007年4月 |
| 复旦大学上海医学院（今基础医学院）院长                      | 冯晓源 | 2007年4月－2011年5月 |
| 复旦大学上海医学院院长                                      | 桂永浩 | 2011年5月－2020年9月 |
| 复旦大学上海医学院院长                                      | 金力   | 2020年9月－          |

## 传统与文化

### 院庆日
1927年10月27日是上海医学院的前身国立第四中山大学医学院的建校日，每年的10月27日（或农历十月初三）是上医的院庆日。

### 上医精神
为人群服务   上医的精神源自上医创始人颜福庆先生的理念：学医和行医应当“不计功利，为社会、为人群服务”。

### 校训
正谊明道     源自汉董仲舒语“夫仁人者，正其谊不谋其利，明其道不计其功”

### 校歌
上医院歌创作于1930年代中期，由黄炎培作词、徐希一谱曲。院歌歌词中“人生意义何在乎？为人群服务；服务价值何在乎？为人群灭除痛苦。”进一步解释和阐述了上医的校训和精神核心。
歌词：
人生意义何在乎？为人群服务；
服务价值何在乎？为人群灭除病苦。
可喜！可喜！病日新兮医亦日进！
可惧！可惧！医日新兮病亦日进噫！
其何以完我医家责任？
歇浦兮汤汤，古塔兮朝阳，
院之旗兮飘扬，院之宇兮辉煌！
勖哉，诸君！
利何有？功何有？
其有此亚东几千万人托命之场！

## 系所设置
复旦大学和上海医科大学2000年合并后，原上医公共卫生学院、护理学院、药学院一度独立成院。上医基础医学院和各临床医学院归并整合为复旦大学医学院，并于2001年改名为复旦大学上海医学院（今改为基础医学院）。2012年，重新恢复原上医的学科结构，上海医学院包括基础医学、临床医学、公共卫生与预防医学、药学、护理学，以及附属医院、生物医学研究院、脑科学研究院、放射医学研究所和实验动物科学部等。

### 学术管理组织
- 复旦大学上海医学院学术委员会

### 行政管理部门
- 复旦大学医学发展规划办公室
- 复旦大学医学科研管理办公室
- 复旦大学医学教育管理办公室
- 复旦大学医学学位与研究生教育管理办公室
- 复旦大学上海医学院办公室

### 院系所
- 基础医学院
- 临床医学院
- 公共卫生学院
- 药学院
- 护理学院
- 实验动物科学部
- 放射医学研究所
- 神经生物学研究所
- 生物医学研究院
- 脑科学研究所

### 附属医院
上海医学院现有13家附属医院，4家筹建医院。各附属医院医护员工超过1.5万人，医疗业务量接近上海市总量的四分之一。
- 复旦大学附属中山医院
- 复旦大学附属华山医院
- 复旦大学附属妇产科医院
- 复旦大学附属儿科医院
- 复旦大学附属肿瘤医院
- 复旦大学附属眼耳鼻喉科医院
- 复旦大学附属金山医院
- 复旦大学附属上海市第五人民医院
- 复旦大学附属上海市公共卫生临床中心
- 复旦大学附属华东医院
- 复旦大学附属浦东医院
- 复旦大学附属闵行区中心医院
- 复旦大学附属静安区中心医院
- 复旦大学附属青浦区中心医院（筹）
- 复旦大学附属上海市口腔医院（筹）
- 复旦大学附属精神卫生中心（筹）
- 复旦大学附属徐汇医院（筹）

## 国家重点学科

### 一级学科重点学科
- 生物学

医学部分含神经生物学、生物化学与分子生物学、生理学等二级学科。
- 基础医学

现由人体解剖和组织胚胎学、病理学和生理病理学、病原生物学、免疫学、放射医学、和法医学及自主设立的蛋白组学、医学信息学等二级学科组成。
- 中西医结合

含中西医结合基础、中西医结合临床等二级学科。

### 其余二级学科重点学科
临床医学
- 内科学（心血管病）
- 内科学（肾病）
- 内科学（传染病）
- 儿科学
- 神经病学
- 影像医学与核医学
- 外科学
- 眼科学
- 耳鼻咽喉科学
- 妇产科学
- 肿瘤学

公共卫生与预防医学
- 流行病学与卫生统计学

公共管理
- 社会医学与卫生事业管理

药学
- 药剂学

## 专业设置
上海医学院设有本科专业10个：临床医学（八年制）、临床医学（五年制）、临床医学（六年制，全英语授课）、基础医学、法医学、预防医学、公共事业管理（卫生事业管理方向）、药学、药学（临床药学方向）、护理学，以及高职专业1个：护理。
一级学科博士学位授权点5个（基础医学、临床医学、公共卫生与预防医学、中西医结合、药学），博士学位授权学科、专业点68个（含自设学科、专业4个），硕士学位授权学科、专业点45个（含自设学科、专业7个），并设有7个博士后科研流动站（生物学、基础医学、临床医学、公共卫生与预防医学、中西医结合、药学、公共管理（医））。

## 重点实验室
国家重点实验室
- 医学神经生物国家重点实验室（基础医学院）

部级重点实验室
- 医学分子病毒学教育部卫生部重点实验室（基础医学院）
- 分子医学教育部重点实验室（基础医学院）
- 公共卫生安全教育部重点实验室 （公共卫生学院）
- 癌变与侵袭原理教育部重点实验室（中山医院）
- 糖复合物卫生部重点实验室（基础医学院）
- 医学技术评估卫生部重点实验室 （公共卫生学院）
- 抗生素临床药理卫生部重点实验室（华山医院）
- 手功能重建卫生部重点实验室（华山医院）
- 听觉医学卫生部重点实验室（眼耳鼻喉科医院）
- 病毒性心脏病卫生部重点实验室（中山医院）
- 近视眼研究卫生部重点实验室（眼耳鼻喉科医院）
- 新生儿疾病卫生部重点实验室（儿科医院）
- 周围神经显微外科上海市重点实验室 （华山医院）
- 医学图像处理与计算机辅助手术上海市重点实验室 （基础医学院）
- 器官移植上海市重点实验室 （中山医院）
- 女性生殖内分泌相关疾病上海市重点实验室 （妇产科医院）

## 知名校友
- 朱恒璧
- 乐文照
- 高镜朗
- 赵运文
- 周金黄
- 林兆耆
- 崔之义
- 盛彤笙
- 钱惪
- 戴自英
- 魏曦
- 凌敏酋
- 朱既明
- 周廷冲
- 沈自尹
- 韩济生
- 曾毅
- 洪孟民
- 姚开泰
- 汤钊猷
- 黎鳌
- 邹冈
- 毛江森
- 吴建屏
- 韩启德
- 林其谁
- 吴新智
- 周维善
- 盛志勇
- 张金哲
- 顾健人
- 秦伯益
- 闻玉梅
- 顾玉东
- 侯惠民
- 桑国卫
- 宋鸿钊
- 项坤三
- 戴尅戎
- 石美鑫
- 朱世能
- 丁训杰
- 汪复
- 林森浩、黄洋